# Nagylóc, Nógrád
Nagylóc  este un sat în districtul Szécsény, județul Nógrád, Ungaria, având o populație de 1.623 de locuitori (2011). 

## Demografie
Componența etnică a satului Nagylóc
     Maghiari (82,03%)
     Romi (17,33%)
     Necunoscut (0,18%)
     Alții (0,47%)
Componența confesională a satului Nagylóc
     Romano-catolici (63,03%)
     Fără religie (5,91%)
     Necunoscută (29,7%)
     Alte religii (7,7%)
Conform recensământului din 2011, satul Nagylóc avea 1.623 de locuitori. Din punct de vedere etnic, majoritatea locuitorilor (82,03%) erau maghiari, cu o minoritate de romi (17,33%). Apartenența etnică nu este cunoscută în cazul a 0,18% din locuitori.  Din punct de vedere confesional, majoritatea locuitorilor (63,03%) erau romano-catolici, cu o minoritate de persoane fără religie (5,91%). Pentru 29,7% din locuitori nu este cunoscută apartenența confesională.